# Saint Bonnet-Laval
Saint Bonnet-Laval is een gemeente in het Franse departement Lozère (regio Occitanie). De plaats maakt deel uit van het arrondissement Mende. Saint Bonnet-Laval is op 1 januari 2017 ontstaan door de fusie van de gemeenten Laval-Atger en Saint-Bonnet-de-Montauroux. De gemeente telde 258 inwoners op 1 januari 2022.

## Geografie
De oppervlakte van Saint Bonnet-Laval bedroeg op 1 januari 2022 32 vierkante kilometer; de bevolkingsdichtheid was toen 8,1 inwoners per km².

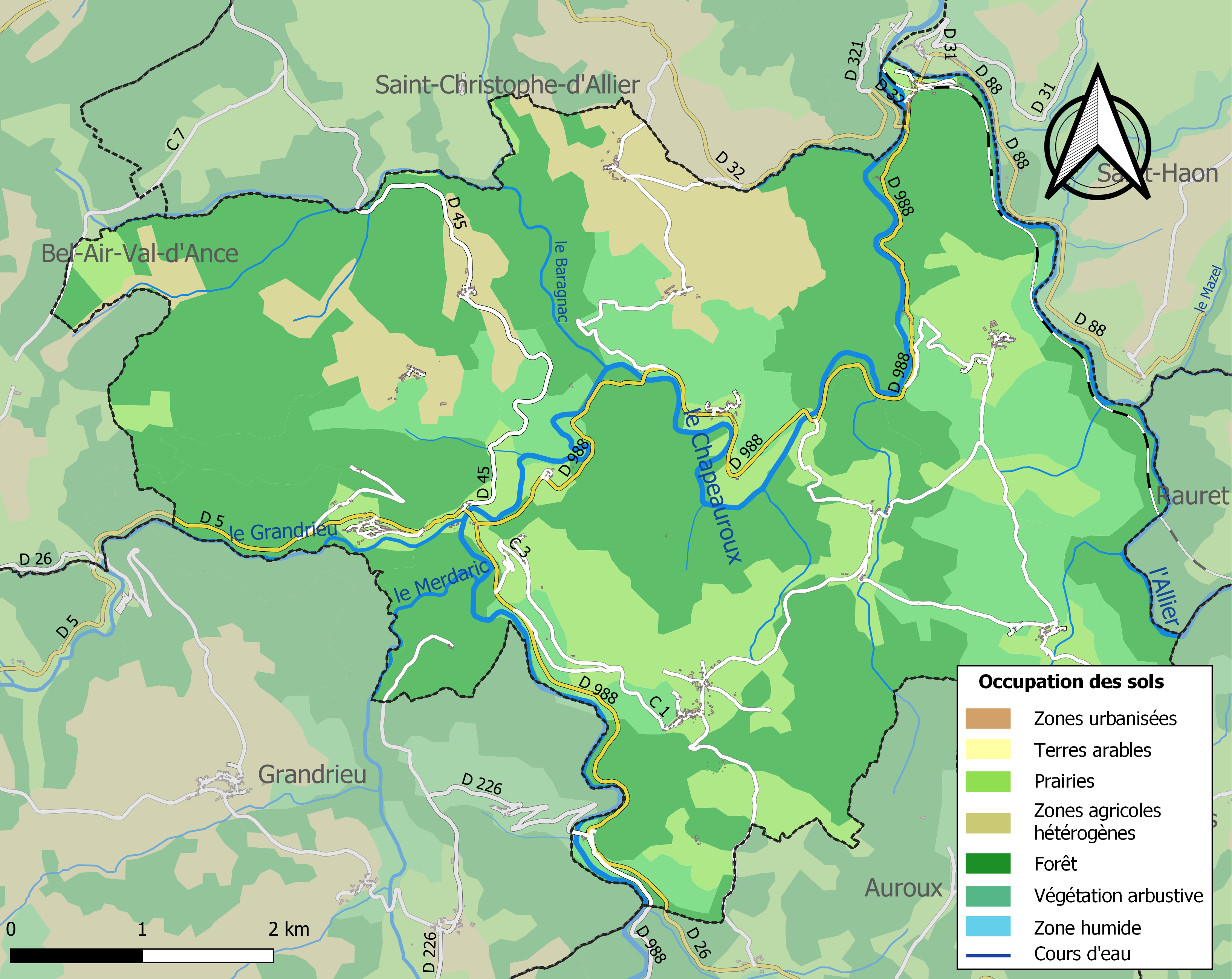
Kaart van de gemeente met de belangrijkste infrastructuur, bodemgebruik en omliggende gemeenten

## Verkeer
In de gemeente ligt het spoorwegstation Chapeauroux.